# The Simpsons Road Rage
The Simpsons Road Rage è un videogioco del 2001 basato sulla serie televisiva animata I Simpson. Il gioco vede protagonisti Homer, Marge, Bart e Lisa, oltre che Mr. Burns ed altri venticinque personaggi dallo show.

## Trama
Mr. Burns ha comprato tutti i mezzi di trasporto di Springfield ed ha cominciato ad installare autobus che si muovono ad energia radioattiva, che però si rivelano dannosi per la salute, e per tale ragione i cittadini decidono di utilizzare le proprie automobili come taxi e guadagnare denaro per smantellare gli autobus radioattivi di Burns e ripristinare i mezzi di trasporto normali.
Il gioco contiene 17 differenti automobili selezionabile dal giocatore, sei location differenti (cinque delle quali sbloccabili), e dieci missioni. Per poter collezionare tutti i veicoli disponibili e sbloccare le varie location, il giocatore deve guadagnare il maggior denaro possibile con ogni veicolo a propria disposizione e risolvere alcune missioni che gli saranno affidate.
Per guadagnare denaro il giocatore deve guidare il proprio veicolo per un certo periodo di tempo, facendo salire a bordo passeggeri e portandoli alla destinazione richiesta. Ognuno dei veicoli che il giocatore colleziona può essere utilizzato come taxi. Il giocatore durante il servizio di taxi dovrà evitare i vari ostacoli rappresentati da altri veicoli, rocce, oggetti volanti, l'auto di Burns e l'autobus radioattivo.

## Personaggi e veicoli giocabili
- Homer Simpson (Sedan familiare;La HOMER;Mr. Spazzaneve)
- Bart Simpson (Carretto da corsa; Happy Halloween - versione speciale, giocabile solo il 31 ottobre)
- Marge Simpson (Canyonero; Happy thanksgiving - versione speciale, giocabile solo il 22 novembre)
- Lisa Simpson (Elec-Taurus)
- Abraham Simpson (Shriner's cart)
- Willie (trattore)
- Krusty il Clown (Clownmobile; Happy new year - versione speciale, giocabile solo il 1º gennaio)
- Apu Nahasapeemapetilon (Auto sportiva; Merry christmas - versione speciale, giocabile solo il 25 dicembre)
- Barney Gumble (re spazzaneve)
- Boe Szyslak (Sedan)
- Otto Mann (Scuolabus)
- Clancy Winchester (auto della polizia)
- Ned Flanders (Station Wagon)
- Timothy Lovejoy (Brucialibri ambulante)
- Serpente (Banditina)
- Professor Frink (auto volante)

## Controversia
Nel 2003, la SEGA ha fatto causa contro la Fox Interactive, la Electronic Arts e la Radical Entertainment. La Sega ha dichiarato che il gioco è un plagio di Crazy Taxi. Il caso, Sega of America, Inc. v. Fox Interactive, et al., è stato risolto in privato con un accordo economico non dichiarato.